# 北湾山系
北湾山系（ほくわんさんけい）は、地質学者原田豊吉によって、北海道を含む東北日本の山系につけられた名称の転訛である。この区分はそののち大きく改変され、こんにちでは歴史的意義を有するのみとされる。

## 概要
1888年（明治21年）、原田は、日本列島を2の山脈の集合からなるものとして、その中部を横断する富士火山帯以西の「日本南湾」あるいは「支那山系」に対して、以北を「日本北湾」あるいは「樺太山系」と命名した。「北湾山系」は、「日本北湾」あるいは「樺太山系」の転訛である。
原田によれば、日本北湾は表面および裏面の2帯に分かれ、蝦夷、北上、阿武隈、足尾、上総房総三浦および関東の6山系は表面に属する。これは津軽海峡、仙台および関東平野ならびに浦賀水道によって分離され、南北から方向を変え西北西に向かう一変形と見られた。裏面は東西の2隆起帯とこれを連ねる東西山脈から成り、このために中間の窪地帯は弘前、能代川、雄物川、山形、米沢および会津の諸盆地をなすといい、那須、岩木および弥彦の3噴火脈の並走の事実が挙げられた。表裏両面の境界である中央線は、北海道では石狩、千歳および勇払の平原をなし、本州では馬淵、北上および阿武隈の縦谷から那須野、宇都宮付近に至り、右に曲がって日光および中禅寺を経て足尾山系の西北を通過するとされた。